# Oriental Mindoro
Oriental Mindoro é um província de  primeira classe de renda da província (d) na região Mimaropa (Região IV-B), nas Filipinas. De acordo com o censo de 1 de maio  de  2020 possui uma população de 908 339 pessoas e 188 988 domicílios. A sua capital é Calapan.

## Subdivisões
Municípios
- Baco
- Bansud
- Bongabong
- Bulalacao
- Gloria
- Mansalay
- Naujan
- Pinamalayan
- Pola
- Porto Galera
- Roxas
- San Teodoro
- Socorro
- Victoria

Cidade
- Calapan